# Miss Kansas USA

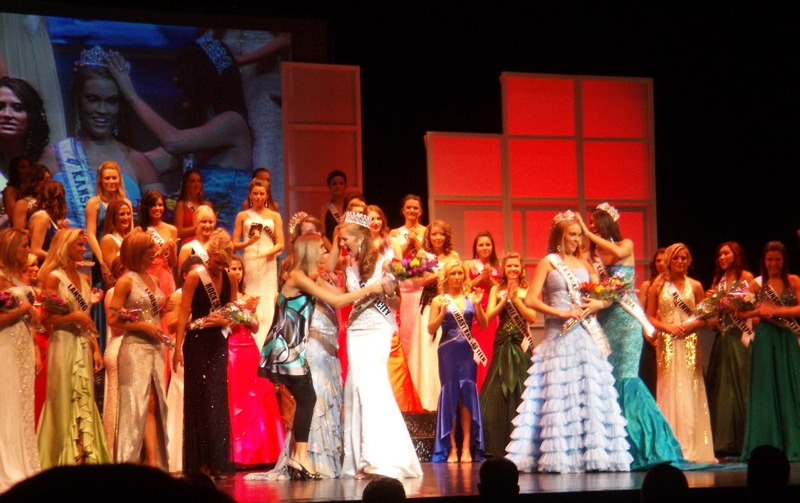
No final dos concursos Miss Kansas USA e Miss Kansas Teen USA 2008 realizados em Lawrence, Kansas em dezembro de 2007, Michelle Gillespie é coroada por Cara Gorges (esquerda)

A competição de Miss Kansas USA é a etapa estadual que escolhe a represenante do Kansas para o concurso Miss USA.
O Kansas não conseguiu classificação no Miss USA até 1973, o terceiro e último estado a conseguir a sua primeira classificação. Desde então, nenhuma representante do Kansas conseguiu esse feito até 1991, quando Kelli McCarty venceu a disputa. A vitória de McCarty colocou Wichita como a única cidade-sede do concurso onde a vencedora tanto do Miss Teen USA quanto do Miss USA sair do próprio Estado. Em 1992, a coordenação estadual passou a fazer parte do grupo Vanbros, responsável pela promoção de certames entre os anos 90 e o início dos anos 2000. Essa fase incluiu duas segundas colocadas, uma terceira colocada, uma quarta colocada e uma quinta colocada, entre outras. Todas as três das dez classificações do Kansas ficaram entre as cinco primeiras colocadas.
Três ex-misses Kansas Teen USA venceram a disputa adulta, além de duas misses Missouri USA (também coordenadas pela Vanbros).

## Sumário de resultados

### Classificações
- Vencedoras: Kelli McCarty (1991)
- 2ªs colocadas: Danielle Boatwright (1996), Lindsay Douglas (2002)
- 3ªs colocadas: Tavia Shackles (1993), Cara Gorges (2007)
- 4ªs colocadas: Tiffany Meyer (2000)
- Finalistas Top 6: Kimberlee Girrens (1992)
- Top 10: Alyssa Klinzing (2019)
- Top 12: Brenda Kopmeyer  (1973), Carol Hovenkamp (1994)
- Top 15: Bethany Gerber (2010)

### Premiações
- Melhor Traje Típico: Tavia Shackles (1993)
- Mais Belos Olhos: Tavia Shackles (1993)
- Melhor em Traje de Banho: Danielle Boatwright (1996)

## Vencedoras
| Ano     | Nome                  | Cidade        | Idade1 | Classificação no Miss USA | Premiações Especiais no Miss USA       | Notas |
| ------- | --------------------- | ------------- | ------ | ------------------------- | -------------------------------------- | --- |
| 2020    | Hayden Brax           | Kansas City   | 20     |                           |                                        | |
| 2019    | Alyssa Klinzing       | Olathe        | 21     | Top 10                    |                                        | Anteriormente Miss Kansas Teen USA 2013                                                                                            |
| 2018    | Melanie Shaner        | Overland Park | 20     |                           |                                        | Anteriormente Miss Kansas Teen USA 2015                                                                                            |
| 2017    | Catherine Carmichael  | Manhattan     | 25     |                           |                                        | Anteriormente Miss Kansas World 2015. Top 12 no Miss World America 2015.                                                           |
| 2016    | Victoria Wiggins      | Junction      | 24     |                           |                                        | |
| 2015    | Alexis Railsback      | Shawnee       | 19     |                           |                                        | |
| 2014    | Audrey Banach         | Kansas City   | 22     |                           |                                        | |
| 2013    | Staci Klinginsmith    | Lenexa        | 26     |                           |                                        | |
| 2012    | Gentry Miller         | Kansas City   | 22     |                           |                                        | Anteriormente Miss Kansas Teen USA 2006, finalista (top 10) no Miss Teen USA 2006                                                  |
| 2011    | Jaymie Stokes         | Lenexa        | 19     |                           |                                        | |
| 2010    | Bethany Anne Gerber   | Winfield      | 21     | Top 15                    |                                        | |
| 2009    | Courtney Courter      | Olathe        | 23     |                           |                                        | |
| 2008    | Michelle Gillespie    | Mission Hills | 22     |                           |                                        | |
| 2007    | Cara Gorges           | Clearwater    | 19     | 3ª colocada               |                                        | |
| 2006    | Ashley Aull           | Lansing       | 20     |                           |                                        | |
| 2005    | Rachel Saunders       | Tonganoxie    | 21     |                           |                                        | |
| 2004    | Lisa Forbes           | Overland Park | 22     |                           |                                        | Mais tarde Miss Earth USA 2007, representante americana no Miss Terra 2007.                                                        |
| 2003    | Alicia Cabrera        | Leawood       | 23     |                           |                                        | |
| 2002    | Lindsay Douglas       | Lawrence      | 23     |                           |                                        | |
| 2001    | Kristie Knox          | Hutchinson    | 25     |                           |                                        | |
| 2000    | Tiffany Meyer         | Lawrence      | 23     | 4ª colocada               |                                        | Foi Miss Missouri Teen USA 1994 e ficou em 5º lugar no Miss Teen USA 1994, 3[ colocada no Miss Oktoberfest 2001 como Miss Missouri |
| 1999    | Amanda Carraway       | Manhattan     | 21     |                           |                                        | Foi Miss Kansas Teen USA 1996 |
| 1998    | Cammie Morisseau      |               |        |                           |                                        | |
| 1997    | Kathryn Taylor        | Overland Park | 24     |                           |                                        | |
| 1996    | Danielle Boatwright   | Tonganoxie    | 20     | 2ª colocada               | Melhor Traje de Banho                  | Foi Miss Kansas Teen USA 1992, 3ª colocada no Miss Teen USA 1992, locutora esportiva e vencedora do Survivor: Guatemala            |
| 1995    | Deborah Daulton       | Salina        |        |                           |                                        | |
| 1994    | Carol Hovenkamp       |               |        | Semi-finalista            |                                        | |
| 1993    | Tavia Shackles        | Shawnee       |        | 3ª colocada               | Melhor Traje Típico e Mais Belos Olhos | Foi Miss Missouri Teen USA 1990 e semi-finalista (top 12) no Miss Teen USA 1990                                                    |
| 1992    | Kimberlee Girrens     | Wichita       |        | Finalista (Top 6)         |                                        | Foi Miss Kansas Teen USA 1986, mais tarde Mrs. Kansas America 2004 sob o nome de casada, Kimberlee Easter.                         |
| 1991    | Kelli McCarty         | Liberal       |        | Vencedora                 |                                        | Finalista (top 6) no Miss Universo 1991 Atuou como Beth Wallace na novela Passions, da NBC                                         |
| 1990    | Rebecca Porter        |               |        |                           |                                        | |
| 1989    | Nancy Burris          |               |        |                           |                                        | |
| 1988    | Cynthia Decker        |               |        |                           |                                        | |
| 1987    | Martina Castle        | Overland Park |        |                           |                                        | |
| 1986    | Audra Ockerman        | Wichita       |        |                           |                                        | |
| 1985    | Jill Denzin           | Leawood       |        |                           |                                        | |
| 1984    | Elizabeth Johnson     | Prairie View  |        |                           |                                        | |
| 1983    | Renee Ruch            | Mission       |        |                           |                                        | |
| 1982    | Stefani Larson        | Overland Park |        |                           |                                        | |
| 1981    | Missy Kaser           | Wichita       |        |                           |                                        | |
| 1980    | Lisa Boyd             | Wichita       |        |                           |                                        | |
| 1979    | Linda Shields         | Lawrence      |        |                           |                                        | |
| 1978    | Mary Bell             | Wichita       |        |                           |                                        | |
| 1977    | Sherry Brane          | Wichita       |        |                           |                                        | |
| 1976    | Deborah Vitera        |               |        |                           |                                        | |
| 1975    | Robbin Loomas         | Overland Park |        |                           |                                        | |
| 1974    | Lorraine Breckenridge |               |        |                           |                                        | |
| 1973    | Brenda Kopmeyer       |               |        | Semi-finalista            |                                        | |
| 1972    | Mona Guesnier         |               |        |                           |                                        | |
| 1971    | Nancy Bishop          |               |        |                           |                                        | |
| 1970    | Norma Decker          | Tecumseh      |        |                           |                                        | |
| 1969    | Molly McGugin         |               |        |                           |                                        | |
| 1968    | Anne Layton           |               |        |                           |                                        | |
| 1967    | Regina Wolfe          |               |        |                           |                                        | |
| 1966    | Pat Ravenscroft       |               |        |                           |                                        | |
| 1965    | Linda Bergsten        |               |        |                           |                                        | |
| 1964    | Barbara Ford          |               |        |                           |                                        | |
| 1963    | Diane Stoker          |               |        |                           |                                        | |
| 1962    | Linda Light           |               |        |                           |                                        | |
| 1961    | Dixie Cook            |               |        |                           |                                        | |
| 1960    | Peggy Patterson       |               |        |                           |                                        | |
| 1955-59 | Não enviou candidata  |               |        |                           |                                        | |
| 1954    | Sue Ravencroft        |               |        |                           |                                        | |
| 1953    | Não enviou candidata  |               |        |                           |                                        | |
| 1952    | Betty Renick          |               |        |                           |                                        | |

1 Idade à época do concurso Miss USA